# Pierre-Hippolyte Le Tissier
Pour les articles homonymes, voir Tissier.
Pierre-Hippolyte Le Tissier, né le 3 juillet 1767 à Rennes et mort 5 février 1845 à Paris , est un homme politique français.

## Biographie
Pierre-Hippolyte Le Tissier fut administrateur de l'armée du Rhin sous le Directoire et se lia avec Moreau. Sans emploi sous le premier Empire, il salua avec joie le retour des Bourbons, qui le nommèrent chevalier de la Légion d'honneur. Riche propriétaire, maire de Vouvray, il fut élu, le 13 novembre 1820, député du collège de département d'Indre-et-Loire ; il siégea à l'extrême droite et fut successivement réélu, dans le 1er arrondissement électoral d'Indre-et-Loire (Tours), le 9 mai 1822, par 301 voix contre 154 au comte de Goué de la Benardière ; et, le 25 février 1824, par 266 voix contre 124 à Dupin aîné et 62 au baron Bacot. 
Au moment des élections générales de 1827, il publia une brochure dans laquelle il s'engageait à demander le l'envoi des ministres, et à ne jamais accepter de fonctions lucratives du gouvernement. II échoua cependant, le 17 novembre, dans son arrondissement avec 140 voix contre 265 à l'élu, Calmelet-Daen, et 44 à M. Juge notaire; mais il fut élu au collège du même département, huit jours après (24 novembre), et réélu, le 19 juillet 1830. Letissier siégea toujours au côté droit de la Chambre et vota constamment avec la majorité ministérielle.
Gendre de Jean-Baptiste Guizol, il est le beau-père du général-baron Louis-Armand de Lespinay.

## Sources
- « Pierre-Hippolyte Le Tissier », dans Adolphe Robert et Gaston Cougny, Dictionnaire des parlementaires français, Edgar Bourloton, 1889-1891 [détail de l’édition]